# Catherine Lara
Pour les articles homonymes, voir Lara.
Catherine Bodet dite Catherine Lara, née le 29 mai 1945 à Poissy (Seine-et-Oise), est une auteure-compositrice-interprète, arrangeuse et productrice musicale française.

## Biographie

### Début de carrière

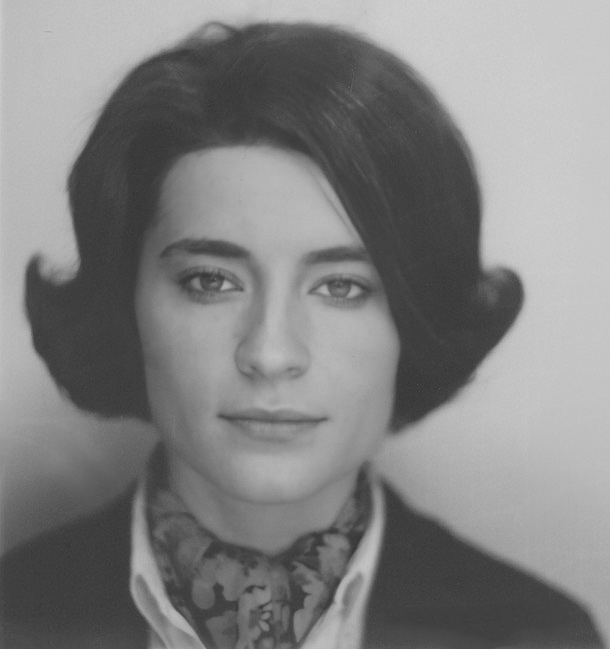
Catherine Lara durant les années 1960.

Catherine Lara, nom de scène de Catherine Bodet (Lara étant le nom de jeune fille de son arrière-grand-mère paternelle d’origine espagnole,), est fille de parents violonistes et pianistes. Son père est médecin de profession. Elle étudie le violon dès l'âge de cinq ans. Elle rend plusieurs fois hommage à son instrument de prédilection dans ses chansons, telle que Nuit magique par exemple. Elle obtient le 1er prix du conservatoire de Versailles en 1958, puis le 2e prix de violon au conservatoire de Paris en 1965. Le 1er prix de musique de chambre lui est décerné au conservatoire national de Paris en 1966.
En sortant du conservatoire de Paris, elle crée un orchestre de chambre, Les Musiciens de Paris, dont elle est le premier violon et qu'elle dirige pendant huit ans. Elle crée ensuite le Quatuor Lara qui accompagne des chanteurs sur scène comme Claude Nougaro ou Nana Mouskouri. Elle a aussi accompagné des titres de Françoise Hardy et certains de ceux des deux premiers albums de Maxime Le Forestier (Mon frère et Le steak). Elle co-écrit deux chansons avec Barbara (sur l'album Amours incestueuses, 1972). Cette même année, elle écrira la musique de T'as pas le temps, une chanson d'inspiration néo-classique qui connaît un succès éphémère.
Denise Glaser célèbre productrice à la télévision de l'émission Discorama la découvre. C'est elle, qui contactera Robert Toutan, qui dirige alors la promotion télévision de CBS Disques France pour lui faire écouter deux chansons enregistrées sur vinyle avec uniquement la voix de Catherine s'accompagnant au violon ; il repartira enthousiasmé. Jacques Souplet, alors président de ce label va lui faire signer immédiatement son premier album, Ad Libitum, sur des textes de Daniel Boublil . Denise Glaser pour continuer à la soutenir. l'invitera dès 1972 dans son émission pour en annoncer la sortie. Elle compose la musique de Docteur Françoise Gailland en 1975. En 1977, William Sheller lui rend hommage dans une chanson de son album Symphoman. Elle participe à l'album Contes de traviole de Richard Gotainer en 1979. À partir de l'album Coup d'feel en 1979, sa musique s'affirme délibérément rock. Elle apparaît cheveux courts et torse nu sur la pochette de Geronimo en 1980, puis en cuir pour La Rockeuse de diamant, imposant un look audacieux et libéré.
À partir de 1981, elle enregistre sous le label Tréma, et publie l'album Johan, dont les paroles sont de Pierre Grosz. Elle compose la musique des films Les hommes préfèrent les grosses et La Triche. En 1982, elle compose la musique du spectacle Revue et corrigée, qui est un échec. Mais en 1983, la chanson La Rockeuse de diamant, écrite par Élisabeth Anaïs et composé avec le guitariste Claude Engel, est un succès ainsi que l'album du même nom comportant également Famélique ou encore Autonome.

### L'affirmation
Dans la chanson Autonome (1983), Catherine Lara affirme le fait d’être lesbienne : « Longtemps j'ai pensé ce que pensaient les autres, Longtemps j'ai vécu comme si j'étais une autre […], Longtemps j'ai connu des amours parallèles […] Jusqu'au jour, où Autonome, Autonome, Libre d'aimer une femme ou un homme… » (paroles de la chanson Autonome de Luc Plamondon). Féministe convaincue, Catherine Lara est une des premières stars à avoir fait son coming out en France. Au-delà de la chanson Autonome, Catherine Lara s'affirme en 1986, lors de l’émission Mon Zénith à moi. Interrogée par l'animateur Michel Denisot : « Qu'est-ce que vous regardez en premier chez un homme ? », Catherine Lara répond : « Sa femme ». Elle a été la compagne de l'humoriste Muriel Robin de 1990 à 1995.

### 1986-1990: concerts et succès discographiques
Elle donne deux concerts à l'Olympia en 1983. L'album Flamenrock sort en 1984. Il est écrit et composé en compagnie de la même équipe que l'album précédent. Puis elle joue sur la scène du Zénith de Paris en 1985.
En décembre 1985 sort son album Au milieu de nulle part, écrit par Sebastian Santa Maria et Luc Plamondon, dont la chanson Nuit magique devient un grand tube. Catherine Lara est alors consacrée meilleure interprète féminine aux Victoires de la musique et le clip reçoit une Caméra d'or au Festival de Cannes. L'album est entièrement composé et arrangé en collaboration avec un jeune pianiste suisse venant du Chili, Sebastian Santa Maria. Catherine Lara reprendra l'air de Nuit magique pour composer des jingles de La Fréquence Magique, radio qui deviendra Europe 2 et dont elle fut la marraine et également animatrice occasionnelle. En 1987, elle publie une autobiographie : L'Aventurière de l'archet perdu (éditions Carrère-Lafon). La chanteuse retrouve Sebastián Santa María pour la composition de ses deux albums suivants : À travers les autres, en 1987, et Rocktambule, en 1988, dans lequel Bernard Lavilliers, travaillant également avec le jeune musicien, est invité pour un duo. Dans ce dernier album, elle rend hommage à Daniel Balavoine avec la chanson I.E.O. Les années 1980 de la chanteuse s'achèvent à l'Olympia en 1988, concert retracé dans un album live Lara live, sorti depuis en DVD.

### Depuis 1990: une carrière plus discrète
Un projet ambitieux d'opéra-rock romantique aboutit en 1991 avec la sortie de l'album Sand et les Romantiques, sur les textes de Luc Plamondon et la musique d'Eddie Rosemond et Catherine Lara. Elle y tient le rôle de George Sand, entourée de Claude Lauzzana (Alfred de Musset), Véronique Sanson (Marie Dorval), Richard Cocciante (Frédéric Chopin), Daniel Lavoie (Eugène Delacroix) et Maurane (la muse de la musique). Le spectacle est mis en scène par Alfredo Arias au Théâtre du Châtelet en 1992.
Elle soutient Les Restos du cœur, Sidaction et Sol En Si. Elle est en outre l'une des rares artistes françaises à s'exprimer publiquement sur son homosexualité. À partir de Maldonne (1993), Jean-Jacques Thibaud écrit les paroles de ses chansons. Elle crée aussi en 1996 le générique de Terre indigo. Avec Roger Louret pour les textes, elle arrange l'opéra de Georges Bizet L'Arlésienne, joué aux Folies Bergère en 1997. En 2000 sort son album Aral, réalisé avec les musiciens du groupe Deep Forest. Elle coécrit Tous ensemble, la chanson officielle de l'équipe de France de football pour la Coupe du monde 2002, interprétée par Johnny Hallyday.
Catherine Lara a été faite chevalière de l'Ordre des Arts et des Lettres en 1990, puis chevalière (1992), officière (2004) puis commandeure de l'Ordre national de la Légion d'honneur.
En 2004, Catherine Lara compose et publie le spectacle musical Graal qui sera certifié or. L'auteur Jean-Jacques Thibaud en cosigne les textes. Les interprètes Pablo Villafranca, Pascal Lafa et Curt Close apparaitront entre autres dans le casting.
En 2007, Catherine Lara se produit dans plusieurs villes de France pour présenter en concert son dernier album studio sorti en 2005, Passe-moi l'ciel, ainsi que l'album-film Behind the wall qui sortira sous le titre Au-delà des murs en mars 2009, un coffret CD/DVD. Tiré de ce DVD, une scène parisienne : le 23 juin 2009 au Palais des sports de Paris où plus de 3 000 personnes se sont donné rendez-vous pour une soirée exceptionnelle.
2010 est le début d'une longue série de concerts. Catherine Lara, qui voulait absolument aller vers son public, a réalisé un tour de France (Bretagne, Normandie, PACA, Nord, Lorraine, Alsace, Centre, Aquitaine…). Un nouvel album chanté qui a fait la joie des inconditionnels de Léo Ferré fut enregistré pendant l'été 2010 pour une sortie le 14 mars 2011. La tournée de Catherine Lara l'a menée notamment deux soirs à Paris, sur la scène mythique de l'Alhambra.
Le 14 mai 2011, elle commente pour France 3, le Concours Eurovision 2011 en duo avec Laurent Boyer.
En 2012, elle participe à la tournée Âge tendre et Têtes de bois saison 7.
En 2012, a également sorti le disque Au cœur de l'âme yiddish, disque où Catherine Lara reprend quelques-uns de ses plus grands succès, entourée de musiciens yiddish, le Sirba octet. En 2013, deux concerts à l'Alhambra (Paris) de Paris affichant complet et une date en banlieue parisienne ont permis d'assurer la promotion de ce CD.
Depuis 2014, elle signe la bande originale des épisodes de la série Capitaine Marleau réalisée par Josée Dayan et diffusée sur France 3 puis France 2. Elle y joue un rôle, en 2023, dans l' épisode 8 de la saison 4 intitulée Follie's.
Depuis 2015, elle fait partie, à titre bénévole, du conseil d'administration du théâtre de Poissy.
Lors de la campagne pour l'élection présidentielle de 2017, elle participe à un meeting de soutien au candidat En marche ! Emmanuel Macron, le 17 avril à Bercy.
En mars 2018, elle crée le spectacle Bô Le Voyage musical, au théâtre le 13e art à Paris.
En 2020, elle fait une tournée pour fêter ses cinquante ans de carrière et faire ses adieux à la scène.
En 2023 et 2024, elle participe en tant que compositrice instrumentiste à la création du spectacle Identités aux côtés de la compagnie de break-dance Kumo, sur des textes de Jean-Jacques Thibaud. Parallèlement à cette expérience, et contrairement aux adieux annoncés en 2020, elle continue de se produire en trio autour de son répertoire de chanteuse.
En 2024 elle participe à la Saison 6 de Mask Singer sous le costume du lémurien.

## Militantisme
Le 5 mars 2020, à l'occasion de la Journée internationale des droits des femmes, elle participe à un défilé à Tunis organisé par l'Institut français intitulé " Over fifty... et alors ?" un défilé consacré aux femmes qui ont franchi la barre des cinquante ans.

## Bilan artistique

### Publications
- Catherine Lara, Vue par Bernard Mahy, Bruxelles, Editions VdH, 1977, 95 p.
- Catherine Lara, L'aventurière de l'archet perdu, Paris, Éditions Michel Lafon, 1987, 196 p. (ISBN 978-2-86804-387-0)
- Catherine Lara, Entre émoi et moi, Paris, Éditions Michel Lafon, 2011, 267 p. (ISBN 978-2-7499-1204-2)

### Théâtre
- 1971 : L'Espace du dedans de Henri Michaux, mise en scène Jacques Échantillon, Festival du Marais
- 1997 : L'Arlésienne d'Alphonse Daudet, mise en scène Roger Louret, musique de Georges Bizet, arrangements Catherine Lara avec pour interprètes principaux : Bernadette Lafont et Jean Marais

### Musiques de film
- 1977 : Kung-Fu Wu-Su de Jean-Luc Magneron
- 1980 : Le Rebelle de Gérard Blain
- 1984 : La Triche de Yannick Bellon

### Discographie

#### Albums studio
- 1972 :  Ad Libitum
- 1972 : Catherine Lara
- 1974 :  Catherine Lara
- 1975 :  Nil
- 1976 :  Jeux de société
- 1977 :  Catherine Lara - Réédité sous le titre Vaguement
- 1979 :  Coup d'feel
- 1980 :  Geronimo
- 1981 :  Johan
- 1982 :  T'es pas drôle
- 1983 :  La Rockeuse de diamants
- 1984 :  Flamenrock / Espionne
- 1985 :  Au milieu de nulle part
- 1987 :  À travers les autres / Encore une fois
- 1988 :  Rocktambule
- 1991 ː Sand Et Les Romantiques
- 1993 :  Maldonne
- 1996 :  Mélomanie
- 2004 : Passe-moi l'ciel
- 2005 : 	Graal (Une Légende Musicale De Catherine Lara)
- 2009 : Au-delà des murs
- 2011 : Une voix pour Ferré
- 2012 : Au cœur de l'âme Yiddish (avec le Sirba octet et la participation de Mathilde Seigner)[15]
- 2018 : Bô (Le Voyage Musical)

#### Albums concept
- 1982 : Revue et corrigée
- 1991 : Sand et les romantiques
- 1996 : Terre indigo - Thèmes & Variations (BO de la série composée par C. Lara et Sylvain Luc)
- 2005 : Graal

#### Albums instrumentaux
- 1999 : Aral
- 2009 : Au-delà des murs (coffret CD 12 titres + DVD live 18 titres)
- 2018 : Bô, le Voyage Musical

#### Albums en public
- 1984 : Catherine Lara en concert à l'Olympia
- 1988 : Lara live

#### Compilations
- 1984 : 16 grands succès
- 1986 : The best of magic Lara - 12 hits
- 1988 : Bravo à Catherine Lara
- 1992 : Coup de feel - Collection OR
- 1992 : La craie dans l’encrier - Collection OR
- 1992 : Sonate pour guitare et violon - Collection OR
- 1992 : Rock'n roll de Montréal - 2CD - Collection OR
- 1992 : Coup de feel - Collection OR - Triple CD reprenant les 3 disques de la collection OR
- 1993 : 16 chansons d’or
- 1995 : Collection Gold - Au milieu de nulle part
- 1995 : Collection Gold - Coup de feel
- 1997 : Best of Lara 72-96. Les années magiques - 2CD
- 1997 : Best of Lara 72-96. Les années magiques - coffret 5 CD
- 2001 : Coup d’feel
- 2003 : Les indispensables - versions originales
- 2003 : Master Série
- 2005 : Le best of (Texte d'Andrée Lebrun)
- 2005 : Catherine Lara
- 2005 : Flash back - Long box 3CD
- 2015 : Les années CBS - coffret 8 CD
- 2015 : 4 albums originaux - Johan / La Rockeuse de diamants / Nuit magique / Une Voix pour Ferré
- 2016 : Best hits - coffret 3CD

### DVD live
- 2003 : Lara Live - Olympia 1988 (16 titres)
- 2009 : Au-delà des murs (coffret DVD 18 titres + CD 12 titres)

### Radio
- 1986 : composition de l'habillage de « La Fréquence Magique », rebaptisé le « programme Europe 2 », où elle fut la marraine de son lancement et aussi animatrice

### Télévision

#### Séries et téléfilms
- 2020 : I Love You coiffure, téléfilm de Muriel Robin : Nicole (sketch : L'Addition)
- 2023 : Capitaine Marleau (saison 4 épisode 8 Follie's) : elle-même

#### Émission
- 2024 : Mask Singer (saison 6) sur TF1 : candidate dans le costume du Lémurien

## Décorations
- Chevalier de l'ordre des Arts et des Lettres
- Commandeur de l'ordre national du Mérite
- Chevalière de la Légion d'honneur (1992)
- Officière de la Légion d'honneur (2001)[16]
- Commandeure de la Légion d'honneur (2025)[17],[18].